# Szydłówek (powiat mławski)
Szydłówek – wieś sołecka w Polsce, położona w województwie mazowieckim, w powiecie mławskim, w gminie Szydłowo.
| SIMC    | Nazwa             | Rodzaj    |
| ------- | ----------------- | --------- |
| 1055983 | Szydłówek-Kolonia | część wsi |

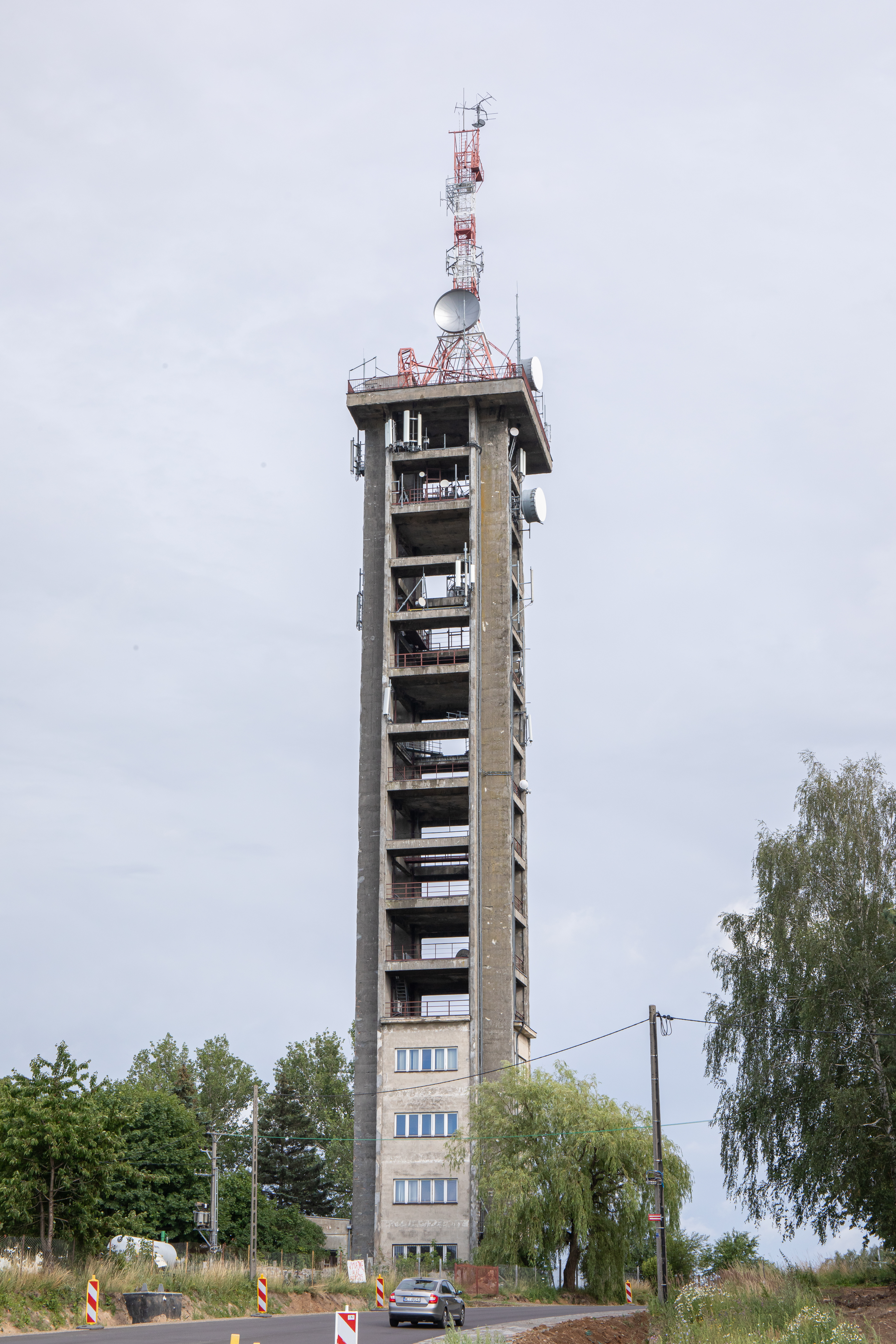
Wieża SLR Mława *Szydłówek*

Wierni Kościoła rzymskokatolickiego należą do parafii św. Marii Magdaleny, św. Kazimierza w Szydłowie.
W latach 1975–1998 miejscowość należała administracyjnie do województwa ciechanowskiego.